# Antonio Uberti
Antonio Uberti, född i Verona, död 20 januari 1783 i Berlin, var en italiensk kastratsångare. Han var sångelev till Nicola Porpora, och kallades därför Il Porporino. År 1741 tog han anställning hos Fredrik II av Preussen i Berlin. Han var speciellt känd för sjungandet av italienska operor. Den mest kända av hans sångelever var Gertrud Elisabeth Mara.